# Mores, Sardinien
Mores är en ort och kommun i provinsen Sassari i regionen Sardinien i Italien. Kommunen hade 1 902 invånare (2017).